# Quinto Minúcio Rufo
Quinto Minúcio Rufo (em latim: Quintus Minucius Rufus) foi um político da gente Minúcia da República Romana eleito cônsul em 197 a.C. com Caio Cornélio Cetego.

## Segunda Guerra Púnica
Em 211 a.C., Minúcio era um oficial no exército de Quinto Fúlvio Flaco durante o Cerco de Cápua, quando os romanos conseguiram tomar a cidade depois de terem sido derrotados no ano anterior por Aníbal. Foi também edil plebeu em 201.

### Pretor (200 a.C.)
No final de 201 a.C., Lúcio Fúrio Purpúreo, Cneu Sérgio Planco, Quinto Fúlvio Gilão e Rufo sortearam qual província cada um governaria como propretores no ano seguinte. Planco foi escolhido como pretor urbano de Roma, Gilão recebeu a Sicília, Rufo ficou com Brúcio (a moderna Calábria) e Púrpureo, a Gália Cisalpina.
Em sua nova província dedicou-se a investigar roubos que estavam acontecendo no Templo de Prosérpina em Locri. Seu comando (imperium) foi prorrogado no ano seguinte, desta vez como propretor, para que ele continuasse sua investigação. O ano todo foi permeado por maus agouros, reportados por Minúcio: um potro nascido com cinco patas e três galinhas nascidas com três pés cada.
Em seu estudo sobre o pretorado durante a República Romana, T. Corey Brennan especulou que a investigação deste sacrilégio em Brúcio pode ter sido utilizada como pretexto para expor e suprimir dissidentes que ainda estivessem atuando na região; o objetivo oficial da prorrogação de Minúcio era "completar seu inquérito sobre as 'coniurationes' entre os brútios". A palavra "coniuratio" tinha, na época, diversas conotações diferentes; literalmente, significava "jurar junto" ou "juramento" e podia ser uma referência tanto ao juramento ritual quanto a uma conspiração política. A supressão da Bacanália treze anos antes, relatada por Lívio e por um tablete de bronze inscrito com o decreto do Senado, foi também descrita como uma série de "coniurationes", o que revela uma ligação entre a dissensão política e as práticas religiosas na época. Os que foram presos por Minúcio em Brúcio por sacrilégio foram enviados a Roma e devolvidos depois a Locri com instruções do Senado para que devolvessem o dinheiro roubado do temnplo.

## Consulado (197 a.C.)

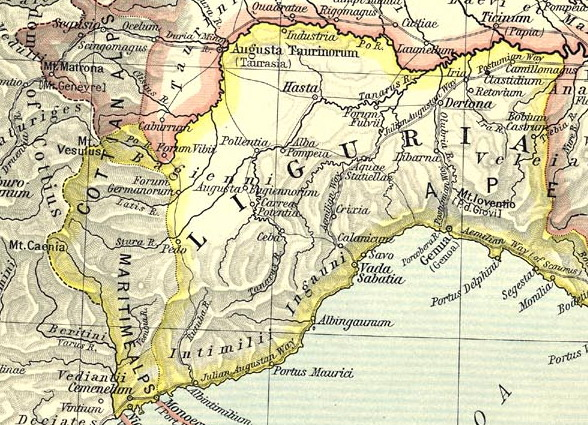
Mapa da Ligúria.

Minúcio foi eleito cônsul em 197 a.C. com Caio Cornélio Cetego e ambos receberam a Itália como província, coordenando suas ações estrategicamente. Minúcio atacou gauleses e lígures, avançou até Genua (moderna Gênova) e invadiu a Ligúria. Depois, cruzou os Apeninos e arrasou o território dos gauleses boios, cujo pedido de ajuda aos ínsubres não obteve resposta.
Cetego, enquanto isso, atacou os ínsubres e cenomanos, conseguindo uma vitória numa batalha campal que resultou na morte de 35 000 inimigos e na captura de de 5 200 prisioneiros.
Os relatos dos dois comandantes enviados a Roma foram comemorados com um decreto de um supplicatio ("ação de graças") de quatro dias e os dois se apresentaram no Templo de Belona para pedirem, juntos, um triunfo. Dois tribunos da plebe, porém, tentaram bloquear o pedido de Minúcio e, depois de dois dias de discussão, ele próprio desistiu do pedido. Cetego reapresentou seu pedido, que o Senado aprovou por unanimidade ("omnium consensu"). O Senado negou a mesma honra a Minúcio em parte por que, segundo Lívio, ele não apresentou prisioneiros que comprovassem a captura das cidades que ele alegou ter capturado. Depois, alegou-se que ele teria perdido muitos homens numa série de batalhas de pouco resultado.
Inconformado, Minúcio então realizou seu próprio triunfo não oficial nos montes Albanos — como já havia feito antes Caio Papírio Masão em 231 a.C. — sobre boios e lígures. Este triunfo está registrado nos Fastos Triunfais, mesmo tendo sido realizado
sem a aprovação do Senado e de forma diferente da usual, às custas do triunfador, que geralmente utilizava o próprio butim capturado na campanha, o que fez com que Minúcio tenha sido depois processado por apropriação indébita de fundos que seriam do Erário público.

## Anos finais
Apesar da controvérsia em torno deste triunfo, Minúcio manteve sua influência política e deve ter demonstrado habilidade como administrador, pois foi depois envolvido em negociações internacionais durante toda a década de 180 a.C. e, provavelmente, em 174 a.C.. Às vésperas da Guerra Gálata, estava entre os dez legados enviados, em 189-8 a.C., com o procônsul Cneu Mânlio Vulsão para acertar os termos de um tratado com Antíoco III, do Império Selêucida. Apesar de suas vitórias, novamente houve dúvidas sobre seu direito a um triunfo. Os dez legados concluíram que ele não tinha autorização para agir pois não havia ainda uma declaração de guerra pelo Senado, uma controvérsia que já revela uma preocupação de que o imperium, exercido por magistrado ou promagistrado no exterior, poderia distorcer as relações de poder no sistema republicano de governo.
Em 183 a.C., Minúcio foi um dos três emissários enviados à Gália Transalpina para tentar evitar que os celtas invadissem o norte da Itália. Em 174 a.C., é possível que ele tenha sido o "Quinto Minúcio" que foi enviado até Creta com dez navios para acalmar uma situação de revolta.